# Leiah
Leiah var ett svenskt indierock-/emoband, bildat 1998 i Gävle.
Bandets första alster var 1999 års EP Mood Shifting Tones, utgiven på belgiska Genet Records. I anslutning till skivan turnerade gruppen som förband till bland andra The Get Up Kids och Hot Water Music. En split-7" med bandet Hebriana gavs även ut innan året var slut.
Bandet fullängdsdebuterade med 2000 års The Tigra Songs (Genet Records). Ytterligare turnéer i Europa följde, bl.a. tillsammans med At the Drive-In, As Friends Rust och Grade. Inför nästa skiva, 2001 års Surrounded by Seasons (Genet Records), fick bandet ekonomiska problem, vilket ledde till att skivan fick spelas in under en kortare tid än beräknat.
Inför bandets tredje studioalbum, 2002 års Sound and Diversity, bytte bandet skivbolag till svenska Background Beat (ett dotterbolag till Startracks). Skivan spelades in i Studio Gröndahl med Pelle Gunnerfeldt och Johan Gustavsson som producenter. Skivan kom att bli bandets sista.

## Senaste medlemmar
- Joakim Eriksson - gitarr
- Gunnar Forsman - trummor
- Anders Gustavsson - trummor
- David Lehnberg - gitarr, sång
- Ann-Sofie Lundin - bas

## Diskografi
Album
- 2000 - The Tigra Songs (Genet Records)
- 2001 - Surrounded by Seasons (Genet Records)
- 2002 - Sound and Diversity (Background Beat)

EP
- 1999 - Mood Shifting Tones (Genet Records)
- 1999 - Leiah Hebriana (Split EP med Hebriana. Leiah medverkar med låtarna The Last Part of the Dance och The Lollipop Telegram) (Genet Records)

Singlar
- 2003 - Untitled / Subtitles (demo)) (Background Beat)